# Мучичі
Мучичі (хорв. Mučići) — населений пункт у Хорватії, у Приморсько-Горанській жупанії у складі громади Матулі.

## Населення
Населення за даними перепису 2011 року становило 362 осіб.
Динаміка чисельності населення поселення:

## Клімат
Середня річна температура становить 10,92 °C, середня максимальна – 23,04 °C, а середня мінімальна – -2,10 °C. Середня річна кількість опадів – 1431 мм.
| Клімат поселення                              | Клімат поселення | Клімат поселення | Клімат поселення | Клімат поселення | Клімат поселення | Клімат поселення | Клімат поселення | Клімат поселення | Клімат поселення | Клімат поселення | Клімат поселення | Клімат поселення | Клімат поселення |
| Показник                                      | Січ.             | Лют.             | Бер.             | Квіт.            | Трав.            | Черв.            | Лип.             | Серп.            | Вер.             | Жовт.            | Лист.            | Груд.            |                  |
| Середній максимум, °C                         | 7,70             | 8,27             | 10,86            | 15,07            | 18,66            | 22,58            | 23,00            | 23,04            | 19,02            | 14,78            | 9,66             | 7,08             |                  |
| Середня температура, °C                       | 2,81             | 3,35             | 5,94             | 10,18            | 13,76            | 17,66            | 19,79            | 19,82            | 15,80            | 11,58            | 6,45             | 3,87             |                  |
| Середній мінімум, °C                          | −2,1             | −1,56            | 1,06             | 5,26             | 8,86             | 12,74            | 16,58            | 16,62            | 12,60            | 8,37             | 3,23             | 0,66             |                  |
| Норма опадів, мм                              | 110              | 91               | 107              | 112              | 97               | 119              | 81               | 105              | 130              | 164              | 173              | 142              |                  |
| Середньомісячна швидкість вітру, м/с          | 2.86             | 3.06             | 3.08             | 2.94             | 2.68             | 2.56             | 2.49             | 2.56             | 2.64             | 2.93             | 3.14             | 3.09             |                  |
| Середньомісячна сонячна радіація, кДж/м²·день | 4417             | 7324             | 10390            | 14747            | 18947            | 20536            | 21684            | 18516            | 13621            | 8927             | 4805             | 3698             |                  |
| --------------------------------------------- | ---------------- | ---------------- | ---------------- | ---------------- | ---------------- | ---------------- | ---------------- | ---------------- | ---------------- | ---------------- | ---------------- | ---------------- | ---------------- |
| Джерело:                                      |                  |                  |                  |                  |                  |                  |                  |                  |                  |                  |                  |                  |                  |